# Nederlandse kampioenschappen schaatsen afstanden 2021 - 1500 meter mannen
De 1500 meter mannen op de Nederlandse kampioenschappen schaatsen afstanden 2021 werd gehouden op zaterdag 31 oktober 2020 in Thialf in Heerenveen. Titelverdediger was Thomas Krol, die een jaar eerder zijn eerste titel pakte. Hij prolongeerde zijn titel.

## Uitslag
| #      | Schaatser          | Tijd       |
| ------ | ------------------ | ---------- |
| Goud   | Thomas Krol        | 1.44,30    |
| Zilver | Patrick Roest      | 1.45,00    |
| Brons  | Wesly Dijs         | 1.45,30 pr |
| 4      | Tijmen Snel        | 1.46,93 pr |
| 5      | Louis Hollaar      | 1.47,40    |
| 6      | Sven Kramer        | 1.47,45    |
| 7      | Marcel Bosker      | 1.47,46    |
| 8      | Chris Huizinga     | 1.47,66    |
| 9      | Serge Yoro         | 1.47,68 pr |
| 10     | Marwin Talsma      | 1.47,90 pr |
| 11     | Merijn Scheperkamp | 1.48,28 pr |
| 12     | Jan Blokhuijsen    | 1.48,69    |
| 13     | Tjerk De Boer      | 1.49,74    |
| 14     | Thomas Geerdinck   | 1.49,89    |
| 15     | Jos De Vos         | 1.50,48    |
| 16     | Jesse Speijers     | 1.50,80    |
| 17     | Teun De Wit        | 1.51,21    |
| NS     | Kjeld Nuis         | NS         |

1987 · 
1988 · 
1989 · 
1990 · 
1991 · 
1992 · 
1993 · 
1994 · 
1995 · 
1996 · 
1997 · 
1998 · 
1999 · 
2000 · 
2001 · 
2002 · 
2003 · 
2004 · 
2005 · 
2006 · 
2007 · 
2008 · 
2009 · 
2010 · 
2011 · 
2012 · 
2013 · 
2014 · 
2015 · 
2016 · 
2017 · 
2018 · 
2019 · 
2020 · 
2021 · 
2022 · 
2023 · 
2024 · 
2025